# علی غلامرضایی آلمه‌جوقی
علی غلامرضایی آلمه‌جوقی (۱۳۱۰–۱۲ مهر ۱۴۰۰) موسیقی‌دان ایرانی و نوازندهٔ دوتار بود. او دارای نشان درجه یک هنری بود.

## زندگی
او تنها بازمانده از دسته بخشی‌های زبانگیر بود که در شاخه بخشی‌های در اصطلاح کتابی جای داشت، و به تمام رپرتوارهای موسیقی اقوام ترک و کرمانج شمال خراسان آشنا بود. او مدت سی سال شاگرد حسین یگانه بود، با او به رادیو رفته بود و جزو نخستین هنرمندان رسانه‌ای نیز به‌شمار می‌آمد. این هنرمند نزدیک به بیست داستان کردی و ترکی را با تمام آهنگ‌های مربوط به فصل‌های مختلف آنها اجرا می‌کرد و در هنرهایی چون داستان پردازی موسیقایی، مناقب خوانی، نعت خوانی، مرثیه خوانی، و شبیه خوانی مهارتی به سزا داشت.